# Karl Georg
Karl Johann Georg (auch Carl Johann Georg; * 25. April 1855; † 22. April 1904 in Hannover) war ein deutscher Verlagsbuchhändler, Bibliograph, Sachbuch-Autor und Herausgeber.

## Leben
Karl Johann Georg wurde zur Zeit des Königreichs Hannover im Jahr 1855 geboren. In der vormaligen Residenzstadt Hannover trat er im Jahr 1879 im Alter von etwa 24 Jahren als Buchhandlungsgehilfe in die Buchhandlung Fr. Cruse's Buchhandlung und Antiquariat, Inhaber Gustav Othmer ein, die sich unter der Adresse Große Aegidienstraße 4 zur führenden Schulbuchhandlung Hannovers entwickelte.
Karl Georg veröffentlichte 1877 unter der Autorenangabe „Carl Georg“ den Titel Die Reiseliteratur Deutschlands aus den Jahren 1871 bis 30. April 1877 und die wichtigsten Erscheinungen aus früherer Zeit. Mit Einschluss von Plänen und Reisekarten ..., der in der in Leipzig zuvor von Johann Conrad Hinrichs gegründeten Hinrichs’sche Buchhandlung erschien.
Als der Inhaber Gustav Othmer am 4. Januar 1881 im Alter von nur 47 Lebensjahren starb und neben seinen beiden noch minderjährige Kindern seine Ehefrau Johanne Sophie Dorothea Othmer hinterließ, erteilte die Witwe dem bisherigen Buchhandlungsgehilfe Karl Johann Georg noch im Frühjahr desselben Jahres Prokura, während sie selbst in der Hoffnung auf einen günstigen Weiterverkauf des Unternehmens die Geschäfte weiterführte.

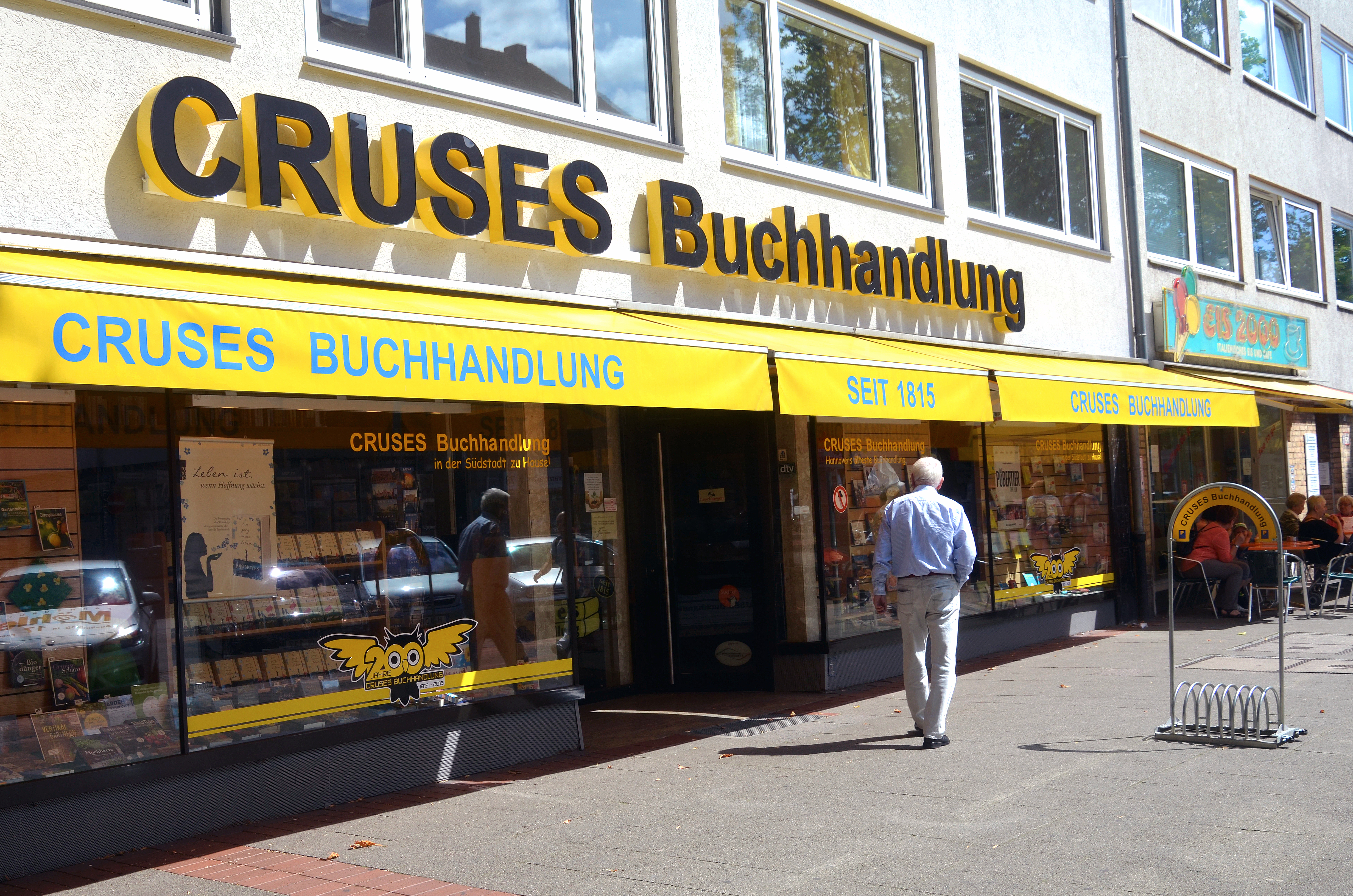
1815 eröffnet:Cruses Buchhandlung in der Hildesheimer Straße 75 im hannoverschen Stadtteil Südstadt

Nachdem Johanne Othmer 1885 ihr Geschäft sowohl an ihren Prokuristen Karl Georg als auch an den Pastorensohn Friedrich August Leopold Ost als Miteigentümer verkaufte, verblieb das Wohn- und Geschäftsgebäude bis 1917 im Besitz der Familie Othmer. Bereits das Adreßbuch, Stadt- und Geschäftshandbuch der Königlichen Residenzstadt Hannover und der Stadt Linden von 1885 verzeichnete nun die „Fr. Cruse's Buchhandlung & Antiquariat, Inhaber Ost und Georg“ in der „Große Aegidienstr. 4.“
Von 1889 bis 1912 gaben Georg und Ost gemeinsam den Schlagwort-Katalog. Verzeichnis der im deutschen Buchhandel erschienenen Bücher ... heraus, wenngleich Leopold Ost von 1892 bis 1907 eine eigene Verlagsbuchhandlung auf dem Gebiet des späteren hannoverschen Stadtteils Südstadt betrieb. Auch das Adressbuch verzeichnete ab 1892 nur noch Karl Georg als Inhaber von "Fr. Cruse's Buchhandlung & Antiquariat".
Für Karl Georg, der sich bis zuletzt als Bibliograph und Verlagsbuchhändler bezeichnete, wurde der Schlagwortkatalog ... mehr und mehr zu seinem Lebensmittelpunkt, so dass er 1898 seine Buchhandlung an Alfred Troschütz aus Riesa verkaufte und sich nur noch der Katalogarbeit widmete. Doch er starb früh, drei Tage vor seinem 49. Geburtstag, in Hannover.

## Schriften
- Carl Georg (Bearb.): Die Reiseliteratur Deutschlands aus den Jahren 1871 bis 30. April 1877 und die wichtigsten Erscheinungen aus früherer Zeit. Mit Einschluss von Plänen und Reisekarten. Nach dem Alphabet der Länder und Ortschaften etc., sowie mit Berücksichtigung der medicinischen Bäderliteratur, Leipzig: Johann Conrad Hinrichs, 1877.
- Carl Georg (Bearb.): Verzeichnis der Litteratur über Speise und Trank bis zum Jahre 1887 (aus: Ernst von Malorte: Das Menu, 2 Bände, 3. Auflage, Klindworth, Hannover 1887/88. (Digitalisat der SLUB Dresden)), Hannover: Klindworth Verla, 1888.
- Karl Georg: Anleitung Bücherlager und Bibliotheken leicht und übersichtlich zu ordnen, Anlass: Dem vierten internationalen Verleger-Kongresse in Leipzig, 10.–13. Juni 1901, Hannover: L. Lemmermann, 1901.
- Carl Georg, Leopold Ost: Zusammenstellung der wissenswürdigsten Erscheinungen auf dem Gebiete der Schönen Literatur aus den Jahren 1878–1884. Als Nachtrag zu Othmer's Vademecum für Literaturfreunde, 3. Auflage, Hannover: Fr. Cruse's Buchhandlung und Antiquariat, 1885.
- Carl Georg, Leopold Ost: Schlagwort-Katalog. Verzeichnis der im deutschen Buchhandel erschienenen Bücher und Landkarten in sachlicher Anordnung, 7 Bände, Hannover; Leipzig: Fr. Cruse's Buchhandlung und Antiquariat, 1889 – 1913.
- Carl Georg: Führer durch Herrenhausen und seine Gärten, Hannover: Fr. Cruse's Buchhandlung und Antiquariat, 1895[2]